# Aksel E. Christensen
Aksel Erhard Christensen (født 11. september 1906 i Bernstorffsminde i Brahetrolleborg Sogn, død 15. december 1981 i Birkerød) var en dansk historiker.
Aksel E. Christensen var født i Bernstorffsminde på Sydfyn og her tilbragte han hele sin barndom indtil han kom i Odense Katedralskole. Han studerede på Københavns universitet fra 1926 til 1932, tog embedseksamen i 1932 og blev dr.phil. 1941 med en disputats om hollændernes rolle i Østersøhandelen. 1938 blev han undervisningsassistent hos professor Erik Arup på Københavns Universitet og 1943 adjunkt samme sted. 1948–1976 var han professor ved Københavns Universitet i middelalderens historie efter at Erik Arup i 1947 var gået på pension. 1948–1964 var han formand for Historisk Samfund og fra 16. marts 1950 medlem af Det kongelige danske Selskab for Fædrelandets Historie. 1968 blev han medlem af Videnskabernes Selskab.

## Forfatterskab
- Aksel E. Christensen: Gilderne i Danmark i 15. og 16. Aarhundrede bd. 1-2, prisopgave, Københavns Universitet 1930
- Aksel E. Christensen: "Tiden indtil c. 1730" (Axel Nielsen (red.): Industriens Historie i Danmark, Bind I; København 1943. Reprografisk genudgivet og forlagt af Selskabet for Udgivelse af Kilder til Dansk Historie; København 1979) ISBN 87-7500-847-5
- Aksel E. Christensen: Dutch trade to the Baltic about 1600 : studies in the sound toll register and Dutch shipping records, disputats, København 1941
- Aksel E. Christensen: Kongemagt og aristokrati. Epoker i middelalderlig dansk statsopfattelse indtil unionstiden, København 1945 (2. udgave, 1976)
- Aksel E. Christensen: Danmark, Norden og Østersøen; København 1976
- Aksel E. Christensen: Vikingetidens Danmark paa oldhistorisk baggrund, København 1969 (2. udgave, 1977)
- Aksel E. Christensen: Kalmarunionen og nordisk politik 1319-1439, Gyldendal, København, 1980 ISBN 87-00-51833-6

### På internettet
- Aksel E. Christensen: "Hanseforskning efter Verdenskrigen" i Historisk Tidsskrift, 10. række, Bind 3; 1934
- Aksel E. Christensen: "Tabeller over Skibsfart og Varetransport gennem Øresund 1497—1660. Ved Nina Ellinger Bang. Bd. I. Skibsfarten (1906). — Bd.IIA-B. Varetransporten (1922—33). Tabeller over Skibsfart og Varetransport gennem Øresund 1661—1783 og gennem Storebælt 1701—1748 ved Nina Ellinger Bang og Knud Korst. Bd. I. Skibsfarten. (1930)." i Historisk Tidsskrift, 10. række, Bind 3; 1934
- Aksel E. Christensen: "Bemærkninger til Dr. phil. Astrid Friis's anmeldelse af Aksel E. Christensen, Dutch Trade to the Baltic about 1600" i Historisk Tidsskrift, 11. række, Bind 1; 1944
- Aksel E. Christensen: "Sundtoldsregnskabernes kildeværdi og transitbalancen i Sundet. Afsluttende svar til dr. phil. Astrid Friis" i Historisk Tidsskrift, 11. række, Bind 1; 1944
- Aksel E. Christensen: "Feudalismen i nyere forskning" i Historisk Tidsskrift, 11. række, Bind 4; 1953
- Aksel E. Christensen: "Øresund og øresundstold" Arkiveret 28. februar 2021 hos  Wayback Machine i Handels- og Søfartsmuseets årbog 1957; s. 22-40
- Aksel E. Christensen: "Birka uden frisere" Arkiveret 28. februar 2021 hos  Wayback Machine i Handels- og Søfartsmuseets årbog 1966; s. 17-38
- Aksel E. Christensen: "Mellem vikingetid og Valdemarstid. Et forsøg paa en syntese" i Historisk Tidsskrift, 12. række, Bind 2; 1966
- Aksel E. Christensen: "Hvilken (kong) Svend belejrede Hedeby? I. Historiske identifikationsmuligheder" i Historisk Tidsskrift, 12. række, Bind 5; 1971
- Aksel E. Christensen: "Fyrkat. En jysk vikingeborg. I: Borgen og bebyggelsen af Olaf Olsen og Holger Schmidt. II: Oldsagerne og gravpladsen af Else Roesdahl. Nordiske Fortidsminder, ser. B in quarto bd. 3-4, udg. af Det kgl. nordiske Oldskriftselskab, København 1977. 282 + 233 s. ill.: kr. 165 + 135" i Historisk Tidsskrift, 13. række, Bind 6; 1979
- Aksel E. Christensen: "Christoffer af Bayern som unionskonge" i Historisk Tidsskrift, 16. række, Bind 5; 1996

## Nekrolog
- Kai Hørby: "Aksel E. Christensen 11.9.1906 – 15.12.1981" i Historisk Tidsskrift, 14. række, Bind 3; 1982